# Sarah Bern
Pour les articles homonymes, voir Bern (homonymie).
Pas d'image ? Cliquez ici

a Compétitions nationales et continentales officielles uniquement.

b Matchs officiels uniquement.
Sarah Bern, née le 10 juillet 1997 à Kingston upon Thames (Angleterre), est une joueuse internationale anglaise de rugby à XV, occupant le poste de pilier droit. Elle joue aux Bristol Bears.

## Biographie
Née le 10 juillet 1997, Sarah Bern commence la pratique du rugby à XV à l'âge de onze ans avec les garçons des London Irish. À l'époque elle est plus grande et lourde que certains de ses coéquipiers. Dyslexique, elle a de grosses difficultés d'apprentissage et elle doit beaucoup travailler pour garder des notes acceptables : elle pense que c'est ce qui a développé chez elle le goût de l'effort. Adolescente, elle pratique également le ski alpin où elle espère évoluer à haut niveau.
Placée à l'origine au poste de troisième ligne, notamment avec l'équipe nationale des moins de 20 ans, elle est plus tard replacée au poste de pilier droit.
Elle fait ses débuts en équipe d'Angleterre en 2016, alors qu'elle n'a pas encore 19 ans.
Elle participe à la Coupe du monde 2017 en Irlande. Elle est la plus jeune des joueuses sélectionnées et est titularisée à quatre reprises. En demi-finale face à la France, elle inscrit un essai crucial et est élue joueuse du match. L'Angleterre est finalement battue par la Nouvelle-Zélande en finale.
Au mois de janvier 2019, elle fait partie des joueuses placées sous contrat fédéral par la RFU. Lors du Grand Chelem anglais au Tournoi des Six Nations suivant, elle est titulaire à toutes les rencontres et marque cinq essais. Elle est élue joueuse de l'année par ses pairs. Elle est également nommée au prix de la Meilleure joueuse du monde World Rugby.
En novembre 2020, elle subit une lourde blessure à l'épaule qui nécessite une intervention chirurgicale. Elle rate le Tournoi des Six Nations 2021 et reste presque un an sans jouer.
En septembre 2022, elle est sélectionnée pour disputer la Coupe du monde en Nouvelle-Zélande où les Red Roses échouent à nouveau en finale.
À l'automne 2023, elle fait partie des trente joueuses qui repartent dans ce même pays participer à la première édition du WXV.
Au mois de janvier 2024, elle se blesse au genou contre les Leicester Tigers, ce qui met un terme à sa saison. Elle revient avec les Red Roses pour la deuxième édition du WXV.
En juillet 2025, elle est sélectionnée pour la Coupe du monde en Angleterre.

## Palmarès et distinctions

### En équipe nationale
- Vainqueur du Tournoi des Six Nations en 2017, 2019, 2020, 2022, 2023 et 2025.
- Finaliste de la Coupe du monde en 2017 et 2021.
- Vainqueur du WXV en 2023 et 2024.

### Distinctions individuelles
- Élue Joueuse anglaise de l'année en 2019.
- Nommée pour le trophée de Meilleure joueuse du monde World Rugby en 2019.